# Jasmin Wagner
Pour les articles homonymes, voir Wagner.
Jasmin Wagner, née le 20 avril 1980 à Hambourg, mieux connue sous le nom de scène Blümchen, est une chanteuse, animatrice et actrice allemande. Elle se lance initialement dans une carrière musicale en 1995 et fait paraître son premier single à succès Herz an Herz la même année. Son style musical oscille entre 50 BPM à 190 BPM, et varie entre genres musicaux dance, trance, happy hardcore, pop et eurodance. Hormis Blümchen, Wagner utilise, au fil de sa carrière, plusieurs surnoms tels que Blossom et Denim Girl. En 2001, elle annonce son retrait de la musique pour se consacrer à d'autres projets dans le divertissement. Wagner est considérée par la presse spécialisée comme l'une des chanteuses allemandes les plus populaires des années 1990.

## Biographie
Jasmin Wagner, née le 20 avril 1980, est la fille d'un père d'origine allemande et d'une mère d'origine croate. Elle a un frère plus jeune qui s'appelle Christian. À l'âge de 4 ans, elle devient mannequin pour des catalogues de mode. En même temps elle commence à jouer du piano chez des amis (elle n'en possède pas encore), puis elle prend des cours de clavier et en obtient un. À l'âge de 8 ans elle prend des cours de chant et fonde avec des amis un groupe musical qui présente des morceaux pour clavier et violon sur des fêtes scolaires. Jasmin Wagner entre en scène devant un grand public la première fois comme Cheerleader des Hamburg Blue Angels dans le cadre des matchs de football des Hamburg Blue Devils.

### Débuts et succès national (1995–2000)

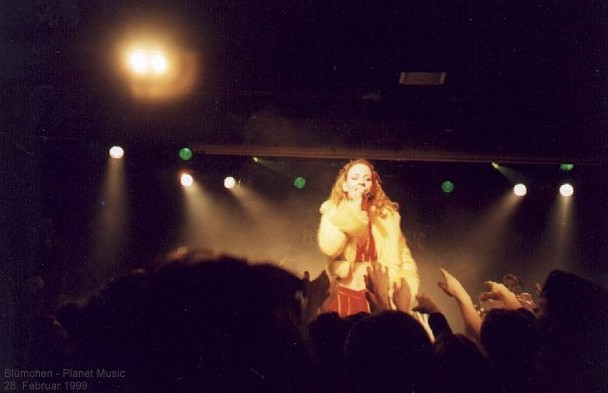
Blümchen en 1999.

Âgée de 15 ans, Wagner est découverte à la fin de l'été 1995 sur une fête de la chaîne radio NDW par les producteurs Arn Schlürmann et Stani Djukanovic,. Quelques semaines plus tard, elle signe un contrat de disques et publie son premier titre Herz an Herz le 23 octobre 1995. Le single se vend à plus de 340 000 exemplaires. De même que son premier, son deuxième titre Kleiner Satellit - Piep, Piep entre dans les top 10 et dans différents classements d'autres pays comme l'Autriche et la Suisse, mais est accueilli modérément dans le commerce. Trois autres titres, Boomerang (un single à succès), Du und ich et Bicycle Race,, réussissent à atteindre les classements musicaux de différents pays tels que la Suisse et l'Autriche. Bicycle Race est une reprise du titre homonyme du groupe Queen, incluse dans la compilation Queen Dance Traxx.
Wagner publie son premier album, Herzfrequenz, le 23 mai 1996, atteint la 29e place du classement allemand Media Control, classement dans lequel il reste pendant presque une année du 10 juin 1996 au 5 mai 1997. L'album est également édité en anglais sous le titre Heartbeat et sous son nom Blossom,. Des rumeurs s'accordent à dire que le chant a été effectué par Alexandra Prince, ce que Wagner démentira. Jasmin finit sa première année de carrière musicale sous le nom de Blümchen avec succès. Elle obtient le Bravo Otto d'or dans la catégorie « meilleure chanteuse » et un Popcorn Award, notamment. Un peu plus tard, Wagner publie Nur geträumt, une reprise de la chanson homonyme de Nena, le 11 avril 1997. Il s'agit du premier single extrait de son album Verliebt publié par la suite en mai 1997, et réédité par le label Edel Records le 3 avril 2001. Nur geträumt atteint la 6e place du classement allemand ; Verliebt... entre de même dans le classement, grimpant à la 7e place. Dans le cadre de l'album, deux autres titres sont publiés : Verrückte Jungs (22e place des classements allemands) et Gib mir noch Zeit (9e place des classements allemands). En 1998, elle publie le titre Everybody's Free, une reprise du titre homonyme de Rozalla.
À l'occasion du 25e anniversaire de la Sesamstraße, Wagner enregistre avec un chœur d'enfants le titre Der, die, das (der Sesam Jam) . Dans cette même année elle est récompensée à de nombreuses reprises, dont les plus importants sont l'Echo dans la catégorie « artiste national », son deuxième BRAVO Otto, deux disques d'or pour ses albums Herfrequenz et Verliebt..., ainsi que Die goldene Stimmgabel (le diapason d'or).

### Popularité internationale (1999–2000)
Pour conquérir le marché asiatique, Wagner enregistre des titres en anglais sous le nom de Blossom. Elle publie les titres Heart to Heart (en allemand : Herz an Herz), You and Me (Du und ich), Bicycle Race, Just a Dream (Nur geträumt), Give Me More Time (Gib' Mir noch Zeit) ainsi que Key to Paradise. Les trois derniers titres ne sont publiés qu'au Japon en 1998, les autres titres en 1997. Heartbeat (Herzfrequenz) est publié en deux versions, une version européenne et une version asiatique/japonaise. In Love (Verliebt...) apparaît en trois versions, une européenne, une japonaise et une version asiatique qui porte une autre couverture. Les trois versions se différencient par la liste des titres. En Europe, Wagner publie en 1998 le titre Blaue Augen, dont l'original vient des Neonbabies. Il grimpe à la 19e place du classement allemand.
Son troisième album Jasmin, publié le 5 juin 2001, montre une évolution musicale - pour la première fois les paroles d'un titre font plusieurs lignes. L'album se place dans les top 10. En même temps Ich bin wieder hier et la ballade Es ist vorbei (24e place du classement allemand) sont publiés. En 1998, Wagner reçoit un disque d'or en Autriche pour son deuxième album Verliebt..., ainsi qu'un BRAVO-Otto en argent, le Poprocky-Schlumpf en or, et un prix en or de la chaîne radio Radio Schleswig-Holstein. En février 1999, Tu es mon île, un duo avec Yta Farrow, arrive en 48e place du classement français. Heut' ist mein Tag, paru en mai 1999, se place non seulement en 15e position du classement allemand, mais connaît aussi un succès en Suède, où le titre arrive dans les TOP10, ce qui vaut un disque d'or. En Norvège, le titre se place en première position du classement national. L'album Jasmin, publié en mai en Suède, atteint la 23e position. Le titre Unter'm Weihnachtsbaum se place en 23e position en Suède et 31e position en Allemagne. Il appartient à l'album Live in Berlin qui atteint la position 57 du classement allemand. Wagner reçoit le BRAVO-Otto en bronze, l'Echo dans la catégorie "artiste national" et, pour la première fois un prix étranger, un "NRJ Radio Award" en Suède.
Le retour de Blümchen en 2000 n'a qu'un succès médiocre. Le titre Ist deine Liebe echt? de l'album Die Welt gehört dir, publié en deux versions, arrive en 24e position du classement allemand, mais la musique est jugée atypique pour Blümchen. L'album ne tient plus que 5 semaines dans le classement Media-Control et n'y arrive qu'en 18e position. Lorsque le titre Die Welt gehört mir n'arrive qu'à la place 96 du classement, un communiqué de presse déclare en septembre 2000 la fin de l'ère Blümchen. Wagner n'arriverait plus à s'identifier avec Blümchen et préfère arrêter. De même la chute des ventes pourrait être une cause. En décembre, le titre Es ist nie vorbei vs. E-Type est publié en Suède et y atteint la 28e position du classement. En janvier, le dernier titre de Blümchen, Ich vermisse dich (arrive en 50e position) et l'album best-of Für Immer und Ewig - Das Beste von Blümchen (place 95 en Allemagne et 51 en Suède) sont publiés. Le projet Blümchen se termine pour Jasmin Wagner le 11 février 2001 à Gerolzhofen, devant seulement 500 supporters.
Le projet Blümchen a eu beaucoup de succès : Wagner a publié 19 titres, 6 albums (dont des éditions spéciales furent publiés), a vendu plus de 30 millions de disques, s'est placée dans les hit-parades de plus de 30 pays et a obtenu beaucoup de prix. Blümchen est considérée comme le meilleur artiste national des années 1990 en Allemagne.[réf. nécessaire]

### Retour en 2019
À l'occasion d'une tournée en hommage aux icônes allemandes des années 90, Jasmin redevient Blümchen et devient le pilier de cette tournée. Dans la foulée, elle reprend à nouveau un titre de Paso Doble (Computerliebe) revenant sur scène de la même façon qu'elle y est arrivée. Le titre est un succès auprès des fans de la première heure,  et ravit également les nostalgiques des années 90, qui reprennent en chœurs cette chanson durant la tournée. Elle apparaît également sur la chanson Summer Go Away du chanteur américain David Hasselhoff. Aucun nouvel album n'est prévu à ce jour.

## Discographie

### Sous Blümchen
| Année                                                   | Titre               | Meilleure position | Meilleure position | Meilleure position | Meilleure position | Meilleure position |
| Année                                                   | Titre               | ALL                | AUT                | HON                | SUÈ                | SUI                |
| ------------------------------------------------------- | ------------------- | ------------------ | ------------------ | ------------------ | ------------------ | ------------------ |
| 1996                                                    | Herzfrequenz        | 18                 | 14                 | -                  | -                  | 15                 |
| 1997                                                    | Verliebt...         | 7                  | 11                 | -                  | -                  | 13                 |
| 1998                                                    | Jasmin              | 8                  | 19                 | -                  | 25                 | 20                 |
| 1999                                                    | Live in Berlin      | 57                 | -                  | -                  | -                  | -                  |
| 2000                                                    | Die Welt gehört dir | 18                 | -                  | -                  | 40                 | 68                 |
| 2001                                                    | Für immer und ewig  | 95                 | -                  | -                  | 51                 | -                  |
| « — » montre que l'album n'est pas classé dans ce pays. |                     |                    |                    |                    |                    |                    |

### Sous Blossom
| Année | Titre     |
| ----- | --------- |
| 1996  | Heartbeat |
| 1997  | In Love   |

### Sous Jasmin Wagner
| Année | Titre          | Meilleure position |
| Année | Titre          | ALL                |
| ----- | -------------- | ------------------ |
| 2006  | Die Versuchung | 98                 |

### Singles
- 1995 : Herz an Herz (original: Paso Doble)
- 1996 : Kleiner Satellit
- 1996  : Boomerang
- 1996 :  Du und ich
- 1996 :  Bicycle Race (original: Queen)
- 1997 : Nur geträumt (original: NENA)
- 1997 :  Verrückte Jungs
- 1997 :  Gib mir noch Zeit
- 1997 :  Sesam Jam
- 1998 :  Blaue Augen (original: Ideal)
- 1998 :  Ich bin wieder hier (original: Rozalla, Everybody's free)
- 1998 :  Es ist vorbei
- 1999 :  Heut ist mein Tag
- 1999 :  Tu es mon île (avec Yta Farrow, original Du bist die Insel)
- 1999 :  Unterm Weihnachtsbaum
- 2000 :  Ist deine Liebe echt?
- 2000 :  Die Welt gehört mir
- 2000 :  Ich vermisse Dich
- 2003 :  Leb Deinen Traum (Jasmin Wagner)
- 2004 :  Helden wie wir
- 2006 :  Männer brauchen Liebe
- 2019 :  Computerliebe (Original : Paso Doble)

## Récompenses
- 1997 : Echo
- 1997 : BRAVO-Gold-OTTO
- 1997 : POPCORN-Award
- 1997 : POPROCKY-Award
- 1998 : ZDF Goldene Stimmgabel
- 1998 : BRAVO-Gold-OTTO
- 1998 : POPROCKY-SCHLUMPF Gold
- 1998 : RSH-Gold
- 1998 : Echo
- 1999 : ENERGY Award Suède
- 1999 : BRAVO-Gold-OTTO